# Люкін Валерій Вікторович
Валерій Вікторович Люкін (рос. Вале́рий Ви́кторович Лю́кин, нар. 17 грудня 1966, Актобе, КРСР, СРСР) — видатний радянський гімнаст, дворазовий олімпійський чемпіон та дворазовий срібний призер  Олімпійських ігор 1988 року, дворазовий чемпіон світу, чотириразовий чемпіон Європи. Батько та тренер п'ятиразової призерки Олімпійських ігор 2008 року американської гімнастки Насті Люкін.

## Біографія
Валерій розпочав займатися гімнастикою у 7 років. Згодом він переїхав до Москви, щоб приєднатися до збірної Радянського Союзу та дебютувати за неї у 1985 році. 
Найуспішнішим турніром спортсмена був домашній чемпіонат Європи 1987 року, який проходив у Москві. Но ньому Люкін виграв чотири золоті медалі: у багатоборстві,  вільних вправах, вправах на паралельних брусах та перекладині. Окрім цього спортсмен виграв срібну медаль у вправах на кільцях, та бронзову в опорному стрибку. Також у 1987 році гімнаст у складі збірної СРСР став чемпіоном світу в командній першості.
Наступного року Валерій Люкін на Олімпійських іграх, що відбувалися у Сеулі, спершу став олімпійським чемпіоном у складі команди, а потім розділив зі своїм співвітчизником Володимиром Артьомовим перше місце у вправах на перекладині. Артьомову він програв у змаганнях багатоборців та у вправах на паралельних брусах, здобувши лише срібні нагороди. Окрім цього спортсмен пройшов у фінал змагань на кільцях та коні, але там зайняв 4 та 5 місце відповідно.
У 1991 році вдруге став чемпіоном світу разом з командою СРСР та здобув бронзову медаль в абсолютній першості. Після розпаду Радянського Союзу став виступати за збірну Казахстану, та після невдалих виступів вирішив завершити спортивну кар'єру та розпочати тренерську.

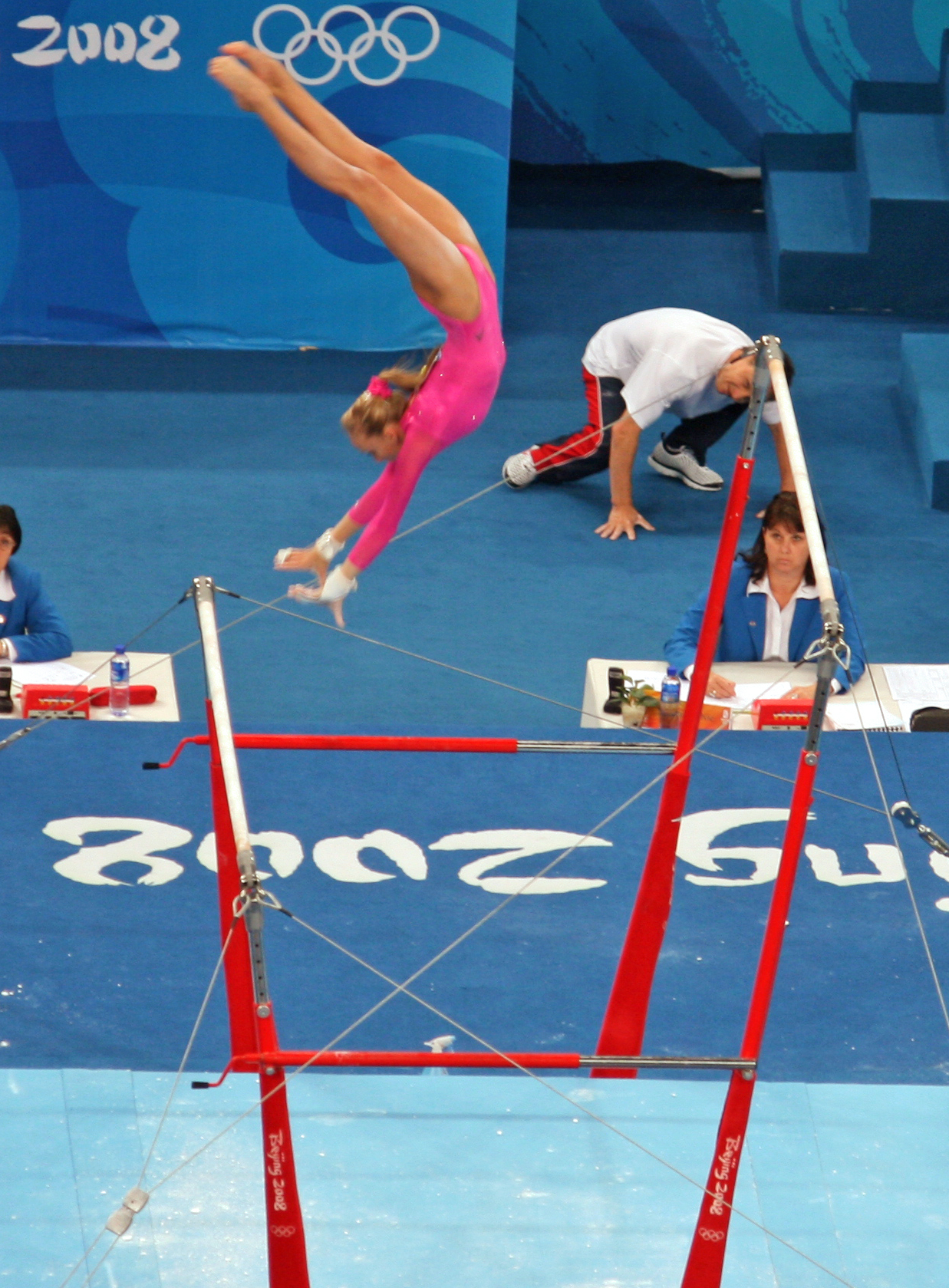
Люкін дивиться за виступом своєї доньки на різновисоких брусах на Олімпійських іграх 2008 року

Одружився з художньою гімнасткою Ганною Кочневою, разом з якою у них у 1989 році народилася донька Настя. У 1992 році вирішив переїхати у Новий Орлеан, а згодом у Плейно, штат Техас, де разом із гімнастом Євгенієм Марченко відкрили олімпійську гімнастичну академію.
Спільна робота тренерів та спортсменки Карлі Паттерсон принесла збірній США у 2004 році першу золоту медаль у жіночому багатоборстві на Олімпійських іграх з 1984 року, яку тоді завоювала Мері Лу Реттон. Сам Люкін у 2005 році був уведений до «Міжнародної зали гімнастичної слави».
На наступні Олімпійські ігри Валерій готував свою доньку Настю. Саме вона принесла йому славу великого тренера. Настя стала олімпійською чемпіонкою в багатоборстві, виборола три срібні медалі (командний залік, різновисокі бруси та колода) та одну бронзову (вільні вправи) на Олімпійських іграх 2008 року в Пекіні.
Серед сильних спортсменок яких виховав Люкін варто віднести Ребекку Брос, яка у 2009 та 2010 роках тричі ставала призеркою чемпіонатів світу. Однак ні їй, ні Насті не вийшло пробитися в основну команду на Олімпійські ігри у Лондоні.
16 вересня 2016 року був призначений на роботу у національну жіночу збірну США, замінивши Марту Каролі. 2 лютого 2018 року пішов у відставку, що пов'язано з сексуальним скандалом у Федерації гімнастики США.

## Виступи на Олімпіадах
| Олімпіада | Дисципліна         | Місце |
| --------- | ------------------ | ----- |
| Сеул 1988 | абсолютна першість | 2     |
| Сеул 1988 | командна першість  | 1     |
| Сеул 1988 | паралельні бруси   | 2     |
| Сеул 1988 | перекладина        | 1     |
| Сеул 1988 | кільця             | 4     |
| Сеул 1988 | кінь               | 5     |